# バル・コクバ
バル・コクバ（ヘブライ語: בר כוכבא、バル・コフバ、バル・コホバとも、？ - 135年）は第二次ユダヤ戦争を指揮したユダヤ人の革命指導者、ナーシー（在位132年～135年）、救世主（メシア）を自称した。
バル・コクバはヤコブ族の子、シモン・ベン・コスィバとして生を受けた。彼は131年にエルサレムがアエリア・カピトリナとして再開発されるという計画を知り、同志を率いてローマ帝国に対して蜂起、ユダヤの独立を宣言した。当時のユダヤ教のラビの最高指導者と言われていたラビ・アキバはシモンのカリスマに打たれ、彼を聖書が予言したユダヤの救世主（メシア）であると宣言した。これを受けてユダヤ教の聖職者たちは全面的に彼を支援することとなった。アキバはシモンにバル・コクバ（星の子）という名前を与えた。これは、民数記24章17節の「ヤコブから一つの星（コーカーブ）が出る」という句を踏まえたものである。
ユダヤ人からメシアの地位を承認されたバル・コクバはユダヤ国の大公（ナーシー）に即位し、ラビ・アキバの補佐の下ローマの支配下にあったユダヤを奪還。エルサレムで2年半の間全ユダヤを統治した。その間エルサレム統治をアピールする貨幣を発行した。しかしローマ帝国はエジプトやブリタニアなど遠方からも軍隊を呼び寄せ反撃を開始、ユダヤ国の支配地域は次々とローマ帝国に再征服されていった。最終的に135年エルサレムは陥落。バル・コクバは要塞を築いていたベタルへ撤退し抵抗を続けたがここも陥落し、反乱は終結した。バル・コクバは戦死。ラビ・アキバは処刑された。多くの高官たちが死刑となった。カッシウス・ディオによるとこの反乱で58万人のユダヤ人が命を落としたという。
ユダヤ国滅亡の後、エルサレムは予定通りローマ風の都市として再開発され、ユダヤ人は4世紀までエルサレムへの立ち入りを禁止された。またユダヤ国滅亡の後、ユダヤ人はバル・コクバを『ほら吹き』と罵るようになり、「欺瞞の子」を意味する『バル・コゼバ』と呼んで揶揄した。また戦争の際キリスト教徒が彼をメシアとして認めなかったため、ユダヤ教とキリスト教の分離がさらに進んだ。